# Phthonandria atrilineata
Phthonandria atrilineata är en fjärilsart som beskrevs av Butler 1881. Phthonandria atrilineata ingår i släktet Phthonandria och familjen mätare. Inga underarter finns listade i Catalogue of Life.